# Ebre TV
Ebre TV va ser un canal de televisió públic gestionat pel Consorci de Televisió Local de les Terres de l'Ebre. Aquest consorci està format per 36 ajuntaments de les Terres de l'Ebre.
Malgrat que el canal tenia la intenció d'emetre amb una programació basada en un projecte de baix cost dissenyat per Activa Multimèdia, la crisi econòmica i la falta d'acord entre els consistoris bloquejà temporalment el projecte del canal públic. Va començar-ne les emissions l'any 2011, i va deixar d'emetre l'any 2013 amb la fusió amb Canal TE.

## Freqüències
Freqüència digital
- Canal 34 UHF: Terres de l'Ebre.